# 273-тя танкова дивізія (Третій Рейх)
273-тя резервна танкова дивізія (Третій Рейх) (нім. 273. Reserve-Panzer-Division) — резервна танкова дивізія Вермахту, що існувала у складі Сухопутних військ Третього Рейху в роки Другої світової війни. У бойових діях участі не брала, виконувала окупаційні функції на території окупованої Франції.

## Історія
273-тя резервна танкова дивізія сформована 1 листопада 1943 року у Вюрцбурзі на фондах XIII командування танкових військ Вермахту. Комплектування дивізії здійснювалося шляхом поповнення резервними частинами XIII й VII військових округів. Основним завданням резервної дивізії була підготовка кадрів для танкових та моторизованих частин.
Вже 8 листопада 1943 року 273-тя резервна танкова дивізія передислокована на південь Франції, з розміщенням штаб-квартири формування у Марселі. Штатно дивізія увійшла до складу 1-ї польової армії групи армій «D». 1 січня 1944 року резервна дивізія передана у підпорядкування LXXX-го армійського корпусу
У березні 1944 273-тя резервна танкова дивізія, передала значну частку своїх підрозділів для доукомплектування 10-ї панцергренадерської дивізії, яка зазнала великих втрат у битві за Дніпро.
У період з 9 травня до 15 червня 1944 року формування повністю розформоване, а її частини та підрозділи передані у склад 11-ї танкової дивізії, що мала великий некомплект через втрати в боях на Східному фронті.

## Райони бойових дій
- Німеччина (листопад 1943);
- Франція (листопад 1943 — травень 1944).

## Командування

### Командири
- генерал-лейтенант Гельмут фон дер Шевалері (нім. Hellmuth von der Chevallerie) (15 листопада 1943 — 9 травня 1944).

### Підпорядкованість
| Час      | Корпус                   | Армія      | Група армій (округ)     | Штаб     |
| -------- | ------------------------ | ---------- | ----------------------- | -------- |
| 1943     |                          |            |                         |          |
| листопад | —                        | —          | XIII-й військовий округ | Вюрцбург |
| грудень  | —                        | 1-ша армія | Група армій «D»         | Марсель  |
| 1944     |                          |            |                         |          |
| січень   | LXXX-й армійський корпус | 1-ша армія | Група армій «D»         | Марсель  |
| травень  | LXXX-й армійський корпус | 1-ша армія | Група армій «D»         | Марсель  |

### Склад
| Грудень 1940                                    |
| ----------------------------------------------- |
| 25-й танковий полк                              |
| 92-й резервний панцер-гренадерський полк        |
| 73-й резервний моторизований гренадерський полк |
| 167-й резервний артилерійський дивізіон         |
| 7-й резервний танковий розвідувальний батальйон |
| 7-й резервний дивізіон винищувачів танків       |
| 10-й резервний дивізіон винищувачів танків      |
| 19-й резервний танковий інженерний батальйон    |
| танковий інтендантський загін                   |